# Mees Toxopeus

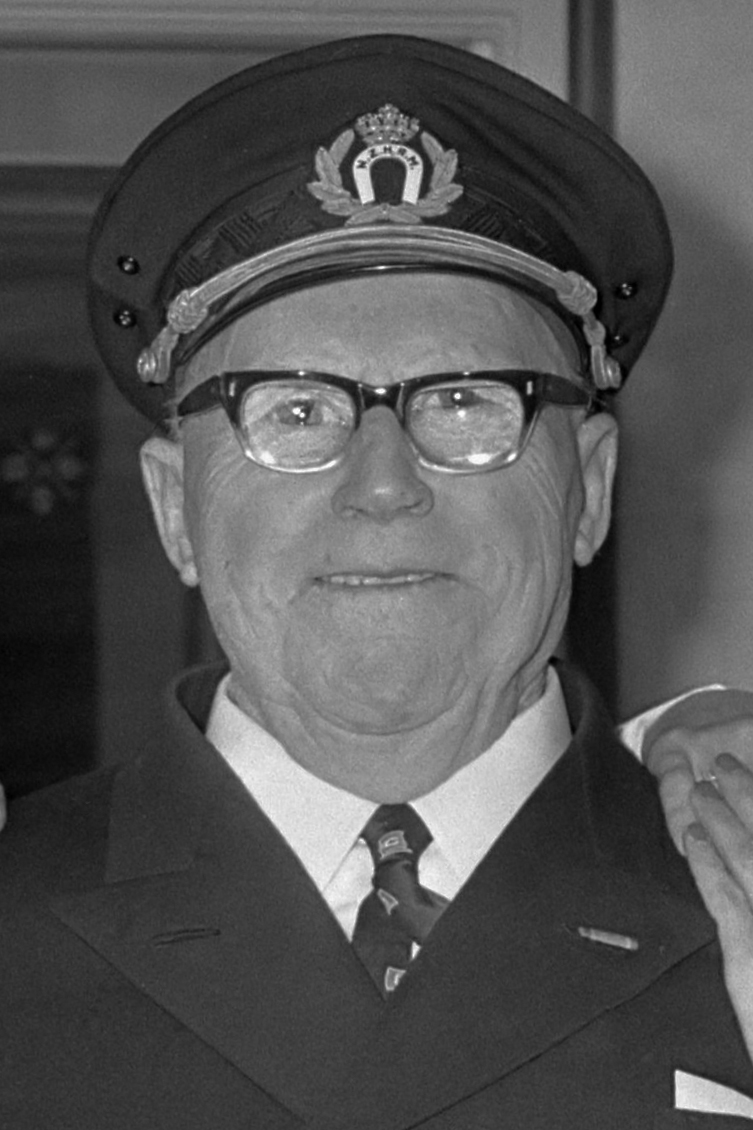
Mees Toxopeus (1972)

Mees Toxopeus (Nieuwe Pekela, 22 oktober 1886 - Schiermonnikoog, 28 februari 1974) was schipper bij de Koninklijke Noord- en Zuid-Hollandsche Reddingmaatschappij (KNZHRM), een van de voorgangers van de KNRM.

## Biografie
Mees werd geboren als tweede zoon van Jannes Toxopeus (1859-1934) en Everdina Kielema (1863-1942). Hij werd vernoemd naar zijn grootvader van moederskant Mees Kielema (1836-1922) op wiens turfschip hij geboren werd. Deze turfschipper nam de jonge Mees mee de Drentse veenkoloniën in op zijn turfschip. Ten tijde van de geboorte van Mees was ook zijn overgrootvader Jochum Mees Kielema (1799-1887) nog in leven, die eveneens van beroep schipper was geweest.
Mees Toxopeus begon als schipper op reddingsstation Eemshaven, waar hij ging varen op het reddingsboot C.A: Den Tex, later met de Hilda. Van 1927 tot en met 1950 was Toxopeus schipper op de reddingsboot Insulinde en werd bekend als mensenredder op de Waddenzee. Vanaf 1930 was zijn achttien jaar jongere broer Klaas Toxopeus stuurman. Op 31 oktober 1950 droeg hij het commando aan zijn broer over. De zoon van Mees, Jannes Toxopeus (1908-1995), werd ook schipper bij de reddingmaatschappij.
Toxopeus ontving de eremedaille in zilver van de Orde van Oranje-Nassau alsmede vele andere onderscheidingen. Enkele hiervan ontving hij voor zijn werk in het verzet tijdens de Tweede Wereldoorlog.
Als erkenning voor zijn moed en de hulp aan in nood verkerende schippers werd Mees Toxopeus op 21 oktober 1950 door de gemeenteraad van Nieuwe Pekela benoemd als ereburger van deze gemeente.
In de boeken van Klaas Toxopeus verhaalt deze ook tochten die hij als stuurman van de Insulinde onder zijn broer Mees verrichtte. In 1962 schreef Jan Hardenberg Woest maar kalm. Mees Toxopeus vertelt uitgegeven bij Donker in Rotterdam.

## Nagedachtenis
In 1963 werd een zeeverkennersgroep in Beverwijk naar Mees Toxopeus vernoemd. Nadat een jaar eerder al voor het eerst werd gesproken over de oprichting van een zeeverkennersgroep in Beverwijk, gaven betrokkenen uit de Doopsgezinde Gemeente in Beverwijk het plan verder vorm en kon op 19 september 1963 de "Stichting ter belangenbehartiging van Zeeverkennersgroep Mees Toxopeus" worden ingeschreven bij de Kamer van Koophandel. In 1963 vroeg het bestuur van de stichting per brief toestemming aan Mees Toxopeus om zijn naam te gebruiken, waarop hij graag met "ja" antwoordde.
In 1967 vernoemt Jan Berend Bazuin, eigenaar van Hotel Bazuin op Schiermonnikoog, zijn café naar zijn overbuurman Mees Toxopeus. Het café heet nog steeds Tox Bar.